# Wyalong
Wyalong is een plaats in de Australische deelstaat New South Wales.